# Onofre van Alentorn en Botella
Onofre van Alentorn en Botella was de 82ste president van de Generalitat in Catalonië,  opvolger van Pieter Paulus Caçador en van Aguilar-Dusai. Hij werd verkozen op 22 juli 1608, maar heeft zijn ambt pas op 13 september kunnen opnemen, omdat hij voordien nog als ambassadeur bij het Hof van Aragon was.
Hij was de zoon van Onofre van Alentorn en Oms, heer van Seró, nu een deel van Artesa de Segre, die als vertegenwoordiger van de militairen lid was van de Generalitat van 1593 tot 1596. Zijn broer, Alexander van Alentorn en Botella werd ook later een vertegenwoordiger van de militaire stand. Onofre was kanunnik bij het kapittel van Lleida. Hij was procurator van de bisschop Francesc Virgili.
De verkiezing van een nieuwe president van de Genralitat vond traditioneel plaats op de dies natalis van Maria Magdalena, 22 juli. Naast hem werden Francesc Ferrer als vertegenwoordiger van de koning en Gisbert van Guimerà als militaire vertegenwoordiger van de adel. Zoals gebruikelijk, werd de vertegenwoordiger van de kerk benoemd tot president. Zijn mandaat werd gekenmerkt door een vijftal grotere dossiers. Zijn mandaat was gekenmerkt door een hevige fiscale en economische crisis.

## Het geval van de galeien
Lang voor zijn aantreden, tijdens de Corts Catalanes van 1599 was besloten vier galeien te bouwen om het hoofd te kunnen bieden tegen de Turkse piraten die de Catalaanse kust teisterden. Die schepen waren in 1608 nog steeds niet gebouwd en de gestudeerden, aan wie daarvoor een extra belasting  werd aangerekend, weigerden verder te betalen. Daardoor kwam de Generalitat in moeilijke papieren.     De koning Filips III gaf de opdracht die schepen eindelijk eens te bouwen of aan te schaffen. De schepen werden uiteindelijk aangeschaft, maar toen stelde zich het probleem van de bemanning en het onderhoud. Behalve de galeiboeven, had de Generalitat geen middelen om de rest van de bemanning, «met weinig kosten» in stand te houden, en hoopte op een koninklijke interventie om eindelijk een degelijke kustwacht te kunnen organiseren.

## Het geval Maarten Juallar
Maarten Juallar, abt van de abdij Sant Martí del Canigó in Castell de Vernet en visitator van de Generalitat, wou zijn klooster verkopen aan de orde van de Jezuïeten . Dit werd niet gewaardeerd en hij werd in 1609 aangehouden in opdracht van de twee voorzitters van de orde van de Benedictijnen, ook visitatoren van de Generalitat, maar zonder president Onofre in deze te kennen. Dit was op zijn beurt niet wettelijk en leidde tot een lang gerechtelijk proces dat eindigde met een veroordeling van de twee visitatoren.

## De uitwijzing van de Moren
In 1609 was Filips III begonnen met de uitwijzing van de Moren, toen ongeveer 7000 in Catalonië en 130.000 in het Koninkrijk Valencia. De Moren riepen de hulp van de Generalitat in, waarop Onofre antwoordde dat het koninklijke besluit niet ongrondwettelijk was. De uitvoering van dit besluit werd echter sterk bekritiseerd, omdat het genomen was zonder de afgevaardigden van de Generalitat en de Kroon van Aragón te kennen of de Corts samen te roepen.

## Conflicten met de koning van Aragon

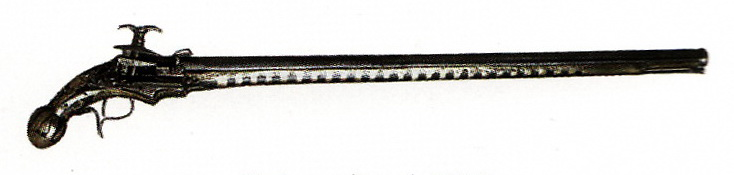
Pedrenyal

De chronische spanning tussen de Generalitat en de Koning bleef ook onder Onofre voortduren. Tussen de vele besluiten die aanleiding tot spanningen gaven was er het besluit van de vice-koning, Hector van Pignatelli, het gebruik van het pedrenyal, een licht vuurwapen te verbieden. De Generalitat betwistte de wettelijkheid van dit besluit en de vice-koning beloofde een revisie. 